# Henri Nouvion
Pour les articles homonymes, voir Nouvion (homonymie).
Henri Nouvion (26 mars 1862 à Philippeville, Algérie - 15 avril 1945 à Paris) est un banquier français, président-fondateur de la Banque de l’Afrique Occidentale et propriétaire de mines

## Biographie
Fils de préfet du Second Empire, Henri Nouvion débuta de bonne heure dans les affaires financières notamment à la Banque de France où il occupa différentes fonctions pendant 14 ans. 

### Directeur de la Banque du Sénégal puis Administrateur Directeur-général de la Banque de l’Afrique occidentale (BAO)

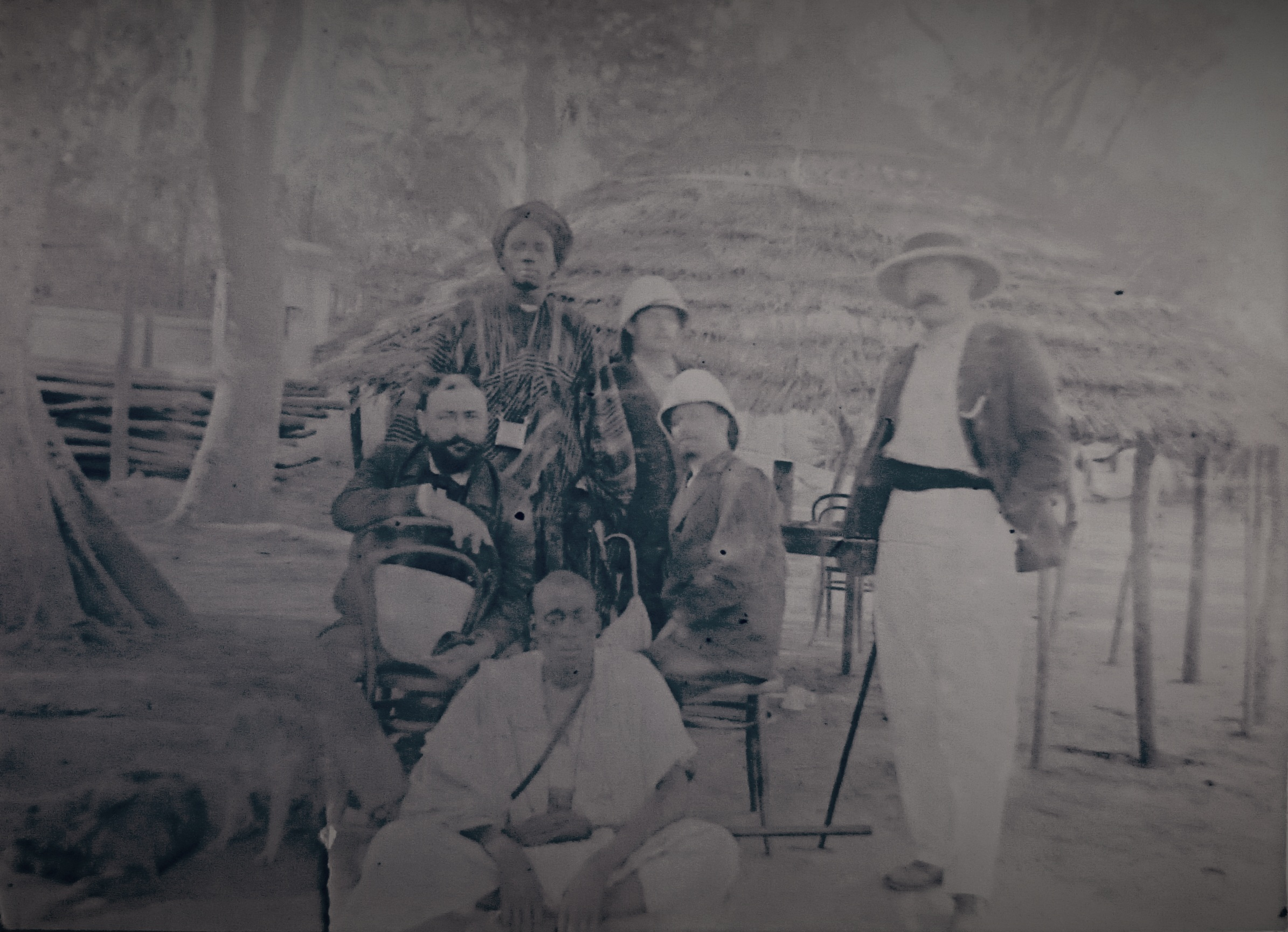
Henri Nouvion (debout à droite) et Yaman, roi du Serala (debout à gauche) à Richard-Toll au Sénégal en 1899

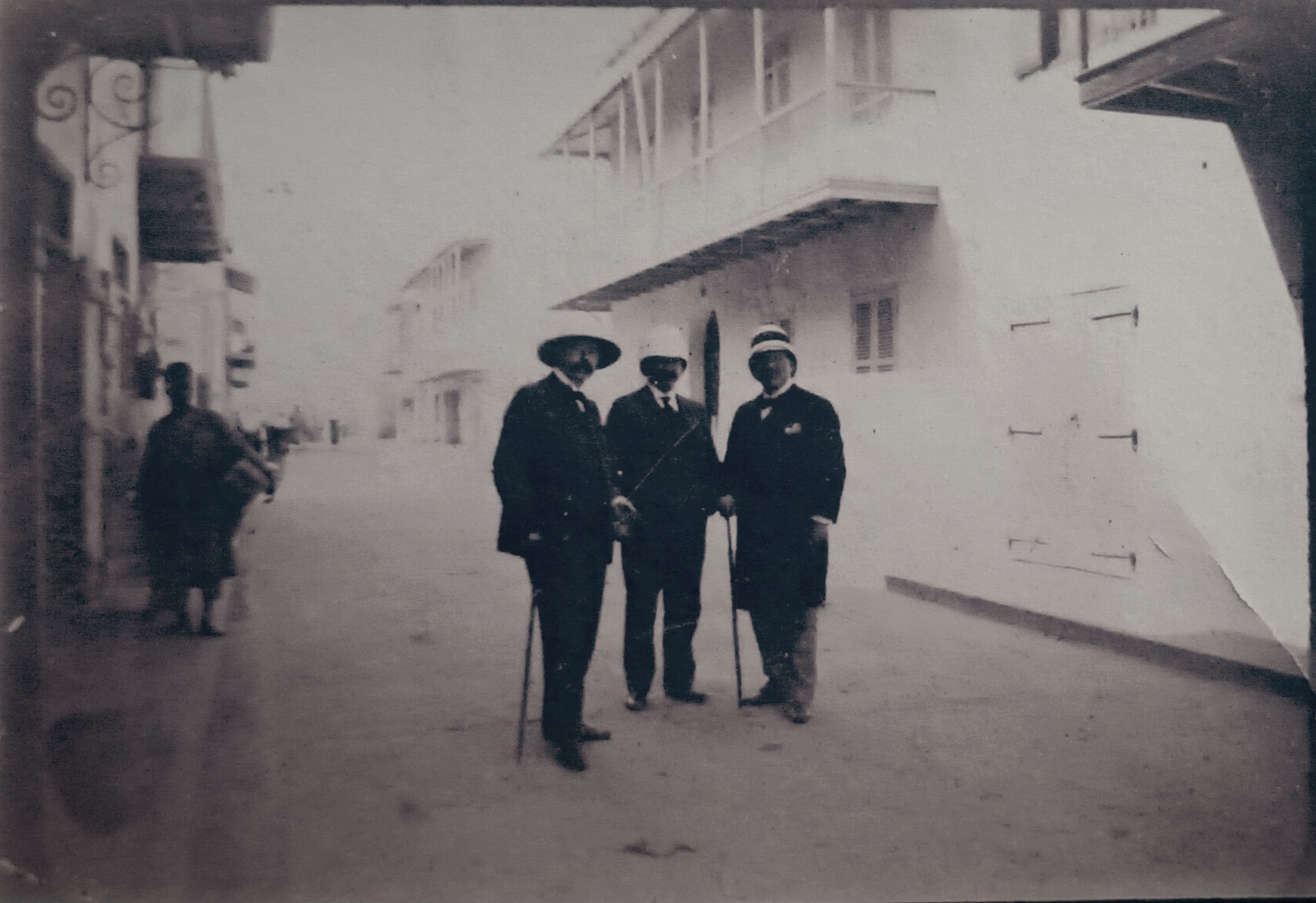
Henri Nouvion (1er à gauche) à Saint-Louis (Sénégal) en 1899

Nommé Directeur de la Banque du Sénégal pour faire le diagnostic de la ‘’maladie de la banque’’, il séjourna pendant trois années au Sénégal. À la suite des difficultés financières importantes de la banque, il est chargé de sa liquidation. 
La Banque du Sénégal est alors remplacée le 29 juin 1901 par la Banque de l’Afrique occidentale (BAO) dont le siège est alors transféré à Paris.
La Banque de l'Afrique Occidentale s'étendait sur tous les territoires constituant l'Afrique de l'Ouest Française et l'Afrique Équatoriale Française. 
Elle avait droit d'émission sur l'ensemble de l'Afrique Occidentale et Équatoriale Française. La BAO devint par la suite, la Banque internationale pour l'Afrique occidentale.
La nomination d’Henri Nouvion, ami personnel de la famille Maurel, comme premier directeur-général de la BAO illustra la victoire des actionnaires bordelais et notamment Émile Maurel qui en devint président (également directeur de Maurel et Prom)., Il demeura actif à la BAO comme président puis administrateur jusqu’en 1931. 

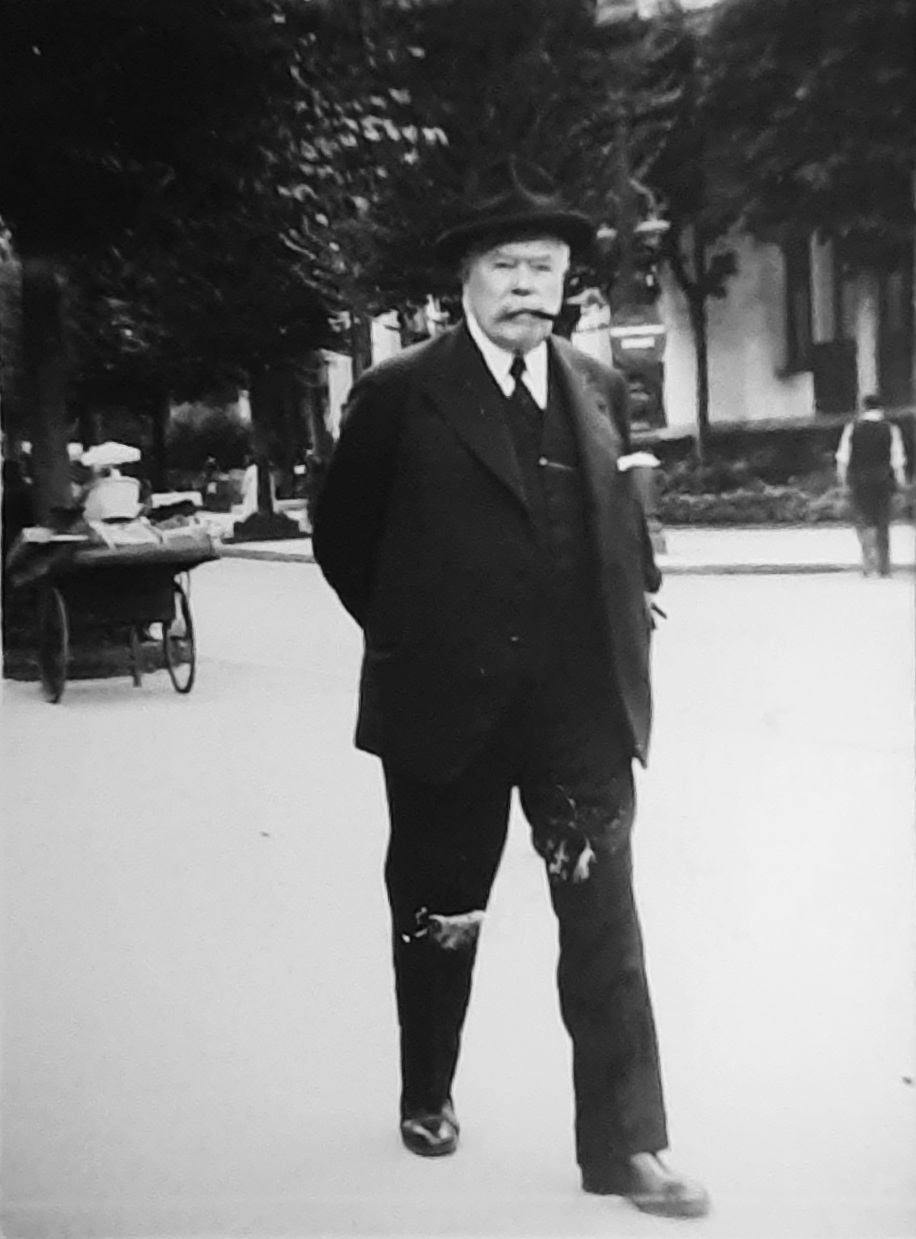
Henri Nouvion (1862-1945) président de la Banque de l’Afrique Occidentale photographié avenue Montaigne à Paris

Henri Nouvion a obtenu pour la Banque trois prix aux expositions universelles : grand prix à l'Exposition de Marseille de 1906, grand prix à l'Exposition de Londres de 1908 et grand prix à l’Exposition universelle de 1935 de Bruxelles (classe 117),.
Collectionneur à l’instar de son oncle le baron Arthur Chassériau, Henri Nouvion s'est montré tout au long de sa vie comme un ami des arts. Il apporta notamment son soutien au peintre polonais Vladimir de Terlikowski et confia la création artistique des billets de banque de la BAO au peintre Henri Bellery-Desfontaines.

### Lobbyiste de l'Afrique occidentale française
Il demeura un membre influent et pendant de nombreuses années, le seul banquier assidu de la section AOF (Afrique-Occidentale française) de l’Union coloniale française. Cette section eut notamment après la grande guerre à discuter les questions sur la structure et les pratiques spéculatives du commerce des oléagineux en AOF.,
Au travers de ses différents mandats et comme banquier, Henri Nouvion a été un lobbyiste important pour le développement du commerce avec les colonies,. Le Comité national des Conseillers du commerce extérieur de la France, désigna Henri Nouvion qui présidait sa commission des Questions coloniales, comme son représentant au comité national de l’Exposition coloniale internationale de Paris en 1928.

### Proche duprince Napoléon
Proche du prince Victor Napoléon, Henri Nouvion a été le 13e parrain de sa fille, la princesse Marie-Clotilde Bonaparte  et fait Premier Page d'honneur le 29 mars 1912 à Bruxelles,. Le premier parrain était le roi des Belges et la 1re marraine l’impératrice Eugénie. Le 25 mai 1912 à Bruxelles, Henri Nouvion eut le privilège de tenir en lieu et place de la nourrice, la princesse Marie-Clotilde sur les fonts baptismaux. Il avait revêtu pour cette cérémonie la grande tenue des pages d’honneur. Il offrit comme cadeau à la princesse, enchâssé dans un cadre d’okuma doré, le premier billet de banque de l’A.O.F. ayant cours exclusif dans la colonie du Haut-Sénégal et Niger (exemplaire figurant à l'Exposition universelle de 1913).
En 1912, le prince Victor Napoléon qui avait été pressenti pour monter sur le trône d’Albanie, voulu s’assurer du concours permanent d’Henri Nouvion en le chargeant de l’organisation des finances de la nouvelle principauté.

## Distinctions
- Officier de la Légion d'honneur, décoré en 1911 au titre des expositions universelles
- Membre des cercles du Club des Cents, de l'Union interalliée, du Cornet, de la Société de géographie d’Alger ou encore de l’association des Amis de Montmartre et protecteurs des petits « Poulbots »

## Famille
Fils du préfet d'Oran Jean-Baptiste Nouvion, il obtient en 1911 pour le compte de sa famille la concession des mines de zinc plomb argentifère de l'oued Oudina en Algérie (ancienne concession Gustave Mercier-Lacombe). Ces mines furent exploitées par la société des mines de l'Oued Oudina.